# Abroscopus
Abroscopus är ett litet fågelsläkte i familjen cettior inom ordningen tättingar med tre arter som förekommer från Himalaya till Java:
- Gulbukig cettia (A. superciliaris)
- Rostkindad cettia (A. albogularis)
- Svartkindad cettia (A. schisticeps)

Tidigare betraktades de stå nära bambusångare i släktet Seicercus men genetiska studier visar att de snarare är cettior.